# Tami (Togo)
Pour les articles homonymes, voir Tami.
Tami est un canton du Togo, chef-lieu de la Commune de Tône 3 dans la préfecture de Tône, région des Savanes.  La commune de Tône 3 regroupe quatre cantons à savoir le canton de Tami, de Lotogou, de NiouKpourma et de Warkambou. 
Le canton de Tami est situé à 22 km environ (position du marché Tami, du CEG de Tami et de l'EPP Tami) à l'ouest de Dapaong.

## Géographie
Tami est un canton de la préfecture de Tône situé à environ 22 km à l'ouest de Dapaong, dans la région des Savanes.
Le Canton de Tami est limité au Nord par le canton de Naki-ouest, à l'est par le canton de Nioukpourma, au sud par les cantons de Lotogou et Warkambou et à l'ouest par le Ghana.
Elle fait frontière avec le Ghana.

## Vie économique
- Marché au bétail

## Lieux publics
- École secondaire
- Bibliothèque publique

## Monuments et sites
Colline boisé de Nakpadjoague